# Ниженский сельсовет
Ниженский сельсовет — сельское поселение в Черемисиновском районе Курской области Российской Федерации.
Административный центр — деревня Мяснянкино.

## История
Статус и границы сельского поселения установлены Законом Курской области от 21 октября 2004 года № 48-ЗКО «О муниципальных образованиях Курской области».

## Население
| 2002 | 2010 | 2012 | 2013 | 2014 | 2015 | 2016 |
| ---- | ---- | ---- | ---- | ---- | ---- | ---- |
| 752  | ↘688 | ↘669 | ↘653 | ↗654 | →654 | ↗663 |
| 2017 | 2018 | 2019 | 2020 | 2021 |      |      |
| ↘654 | ↗656 | ↘644 | ↘639 | ↘466 |      |      |

## Состав сельского поселения
| № | Населённый пункт | Тип населённого пункта          | Население |
| - | ---------------- | ------------------------------- | --------- |
| 1 | Жуково           | деревня                         | ↘53       |
| 2 | Луговское        | деревня                         | ↘5        |
| 3 | Мещеринка        | деревня                         | ↘72       |
| 4 | Мяснянкино       | деревня, административный центр | ↘167      |
| 5 | Ниженка          | деревня                         | ↗222      |
| 6 | Среднее Жуково   | деревня                         | ↘74       |
| 7 | Среднее Общество | деревня                         | ↘95       |